# Flak-Kaserne (Augsburg)
Die Flak-Kaserne im Augsburger Stadtteil Kriegshaber ist eine ehemalige Kaserne, deren Bau von der Wehrmacht vor Beginn des Zweiten Weltkrieges begonnen, aber nicht mehr beendet wurde. Nach Kriegsende wurde das Gelände von der US-amerikanischen Armee genutzt. Nach deren Abzug wird das 29,1 Hektar große Gelände seit einigen Jahren nach und nach in ein Wohn- und Gewerbegebiet umgestaltet.

## Geschichte
Der Bau der Kaserne für die Flakartillerie der Luftwaffe begann 1936, sie konnte aber zum Ende des Zweiten Weltkrieges nicht mehr fertiggestellt werden. Die einrückende US-Armee übernahm 1945 das Gelände. Im ehemaligen Stabsgebäude wurde in der Folge eine Messe eingerichtet. Anfangs waren in der Flak-Kaserne Verbände der 5th Infantry Division untergebracht, die dann am 5. März 1956 von Teilen der 11th Airborne Division im Rahmen der „Operation Gyroscope“ ersetzt wurden. Am 1. Juli 1958 wurde diese Division aufgelöst und als 24th Infantry Division neu aufgestellt, deren Hauptsitz sich dann in der Flak-Kaserne befand.
Nach dem Abzug der US-Armee Mitte der 1990er-Jahre wurde zunächst die „Augsburger Gesellschaft für Stadtentwicklung und Immobilienbetreuung GmbH“, eine Tochtergesellschaft der Wohnungsbaugesellschaft Augsburg, Eigentümer. In den folgenden Jahren wurde ein Bebauungsplan aufgestellt, der als so genanntes „Kobelcenter Süd“ eine gemischte Wohn- und Gewerbebebauung vorsah. Ein Großteil der geplanten Baumaßnahmen wurde inzwischen vollendet.
In unmittelbarer Nähe zueinander stehen zwei Gebäude der ehemaligen Kaserne, die einer neuen Nutzung gewidmet wurden. Eine ehemalige Panzerhalle beherbergt die Freiwillige Feuerwehr Kriegshaber und die Kapelle wird von der griechisch-orthodoxen Gemeinde Augsburg genutzt.

## Nutzung als Asylbewerberunterkunft
Einige Gebäude der ehemaligen Kaserne wurden noch nicht abgerissen und als Unterkunft für 300 bis 400 ausschließlich männliche Asylbewerber genutzt. Die Mehrheit der Bewohner stammte aus dem Irak. Die Unterkunft war mehrfach in die Schlagzeilen geraten, weil ein Teil der Asylbewerber mit einem Hungerstreik gegen die dortigen schlechten Bedingungen protestierte und schließlich zeitweise die Schließung der Unterkunft drohte. Im Juni 2011 wurde bekannt, dass das Asylbewerberheim vorläufig weiterbetrieben wird; wenige Tage später wurden bei einem Brand einige Zimmer des Gebäudes vollständig zerstört. Ende 2011 schloss die Unterkunft aufgrund von städtebaulichen Maßnahmen. Das Gebäude wurde 2015 vollständig abgerissen und an dieser Stelle wurden ab 2017 neue Büro- und Wohngebäude errichtet.